# Lev Arțimovici
Lev Andreevici Arțimovici (n. 25 februarie 1909, Moscova - d. 1 martie 1973, Moscova) a fost un fizician sovietic, membru al Academiei de Științe a URSS din 1953, membru al Prezidiului Academiei de Științe a URSS din 1957, Erou al Muncii Socialiste.

## Biografie
A absolvit Universitatea la Minsk (1928). În anii 1930 - 1944 a lucrat la Institutul fizico-tehnic din Leningrad al Academiei de Științe din URSS, cunoscut pe scurt ca Institutul Ioffe. Din anul 1944 lucrează la Institutul pentru energie atomică Kurceatov din Moscova, pentru proiectul sovietic al bombei atomice. Din 1951 până la moartea sa, în 1973, a fost șeful programului sovietic pentru energia nucleară de fuziune. Din anul 1947 a devenit profesor la Universitatea Lomonosov din Moscova.

## Creația științifică
Lucrările principale ale lui Arțimovici se referă la fizica atomică și nucleară și reacțiile termonucleare controlate. A condus și cercetări asupra fizicii electronilor rapizi. Rezultatele obținute de Arțimovici au confirmat strălucit teoria radiației de frânare a electronilor și mecanica cuantică. A avut de asemenea contribuții importante în domeniul opticii electronice. 
Împreună cu A.I. Alihanov și A.I. Alihanian, a demonstrat validitatea legii conservării impulsului în reacția de anihilare electron-pozitron (1936).
În anul 1952 a descoperit radiația de neutroni a plasmei de temperatură înaltă, iar în anul 1956, studiind pinch-ul în gaze, a stabilit că neutronii implicați nu au origine termonuleară.
Sub conducerea sa, a fost dezvoltată pentru prima dată în Uniunea Sovietică metoda electromagnetică de extracție a izotopilor.
Începând din anul 1950, a condus un larg ciclu de experimente de fizica plasmei la temperaturi înalte, în legătură cu problema reacției de fuziune termonuclează controlată, colectivul său fiind primul care a obținut o reacție termonucleară în plasmă stabilă cuasistaționară.
A fost cunoscut ca "tatăl instalației Tokamak", un reactor pentru reacția de fuziune. În anul 1968 Tokamak-4 a înregistrat primii neutroni termonucleari.
Se spune că, fiind întrebat când va funcționa primul reactor termonuclear, ar fi răspuns: "Când omenirea va avea nevoie de el, poate cu puțin timp înainte de asta."
Între 1963 și 1973, a fost vice-președintele Comitetului Sovietic Pugwash și președintele Comitetului Național al Fizicienilor Sovietici.
A fost ales Membru Extern de Onoare al Academiei Americane de Arte și Științe în 1966 și unui crater de pe Lună i s-a dat numele său.

## Distincții
- Premiul de stat al URSS (1953)
- Premiul Lenin (1958)
- Premiul de stat al URSS (1971)
- Erou al Muncii Socialiste (1969)

## Opera
- Reacții termonucleare dirijate. Ed. II, M. Fizmatgiz, 1963
- Configurații cu plasmă de circuit închis, M., Nauka, 1969
- Fizica elementară a plasmei, M., Ed. III, M., Atomizdat, 1969
- Mișcarea particulelor elementare în câmpuri electrice și magnetice, Ed. II, M., Nauka, 1972 (în colaborare cu S.Iu. Lukianov)
- Ce ar trebui să cunoască orice fizician despre plasmă, Ed. II, M.,Ed. II, Atomizdat, 1977
- Fizica plasmei pentru fizicieni , M., Atomizdat, 1977
- Opere selecte, M., Nauka, 1978